# Diante Watkins
Diante Levante Watkins (nacido el 5 de julio de 1990 en Chicago, Illinois) es un jugador de baloncesto estadounidense que actualmente forma parte de la plantilla del Czarni Słupsk de la Polska Liga Koszykówki. Su posición es base.

## Trayectoria
Nacido en Chicago, Illinois, es un base formado en Hubbard High School de Chicago hasta 2008, fecha en la que ingresó en el Richard J. Daley College, donde jugaría durante dos temporadas desde 2008 a 2010.
En 2010, cambia de universidad e ingresa en la Universidad Robert Morris ubicada en Moon, Pensilvania, donde jugaría dos temporadas con los Robert Morris Eagles, desde 2010 a 2012.
Tras no ser drafteado en 2012, en la temporada 2012-13, Watkins jugó para Chicago Redline de la Asociación Independiente de Baloncesto, antes de marcharse a Alemania donde jugó desde 2013 a 2015 en las filas del SC Rist Wedel de la ProB, la tercera división germana. 
En la temporada 2014-15, Watkins fue nombrado Jugador ProB del año. Al término de la temporada, firmó por el Bayer Giants Leverkusen de la ProA, pero debido a una lesión en la rodilla, Watkins no pudo jugar para el equipo de Leverkusen.
Después de recuperarse de la lesión, Watkins firmó por los Chicago Blues de la Asociación de Baloncesto Profesional del Medio Oeste (MPBA). Ganó el título de campeonato de la MPBA en 2016 y fue nombrado Jugador Más Valioso (MVP) de los Playoffs.
En la temporada 2016-17, regresó a Alemania para unirse al Nürnberg Falcons de la ProA, en el que promedió 17,1 puntos y 4,7 asistencias por partido.
En las siguientes dos temporadas, Watkins jugó en Francia formando parte del SOMB en la temporada 2017-18 y en la temporada siguiente por el Tours, ambos de la Nationale Masculine 1. 
En la temporada 2019-20, firmó por el Gemlik Basketbol de la Türkiye Basketbol 1. Ligi, la segunda división de Turquía, en el que promedió 23,2 puntos, 7,8 asistencias y 4,6 rebotes por partido.
En la temporada 2020-21, jugaría en el Mamak Belediyesi Ankara DSİ de la Türkiye Basketbol 1. Ligi, la segunda división de Turquía.
En la temporada 2021-22, firma por el Manisa BB de la Türkiye Basketbol 1. Ligi, la segunda división de Turquía, con el que ganó el campeonato y promedió 18,6 puntos por partido.
El 15 de julio de 2022, Watkins firmó un contrato con el Czarni Słupsk de la Polska Liga Koszykówki.